# Perchance to Dream
Perchance to Dream este episodul 9 al serialului Zona crepusculară. A fost difuzat inițial pe 27 noiembrie 1959 pe canalul CBS. Titlul episodului și povestirea lui Charles Beaumont care stă la baza acestuia au fost inspirate de discursul „A fi sau a nu fi⁠(d) din Hamlet.

## Prezentare

### Introducere
| “ | Ora 12:00, miezul zilei. O scenă obișnuită, un oraș obișnuit. Ora prânzului pentru mii de oameni obișnuiți. Pentru majoritatea, această oră este una de răgaz, o pauză plăcută de la rutina zilnică. Pentru majoritatea, dar nu pentru toți. Pentru Edward Hall, timpul este un inamic, iar următoarea oră o chestiune de viață și de moarte. | ” |

### Intriga
Edward Hall (Richard Conte), un bărbat cu probleme cardiace grave, crede că dacă adoarme, va muri. În același timp, faptul că este treaz de foarte mult timp pune presiune pe inima sa. Hall crede că imaginația sa hiperactivă este scăpată de sub control, iar din această cauză începe să aibă vedenii. Din acest motiv, starea sa de sănătate este pusă în pericol. El cere ajutorul psihiatrului Dr. Eliot Rathmann. Când intră pentru prima oară în cabinetul medicului, atât de obosit încât abia se mai ține pe picioare, Rathmann îl ajută să se întindă pe canapea. Hall adoarme, însă se trezește brusc și se ridică în picioare. Acesta îi explică că, de fiecare dată când adoarme, visează pe etape, de parcă ar fi într-un film serial. În visele sale, Maya „The Cat Girl”, o dansatoare de carnaval, îl ademenește mai întâi într-o casă de distracții⁠(d), iar mai târziu pe un roller coaster în încercarea de a-l speria de moarte. Convins că Rathmann nu-l poate ajuta, Hall părăsește cabinetul, dar se oprește când observă că recepționera lui Rathmann arată exact ca Maya. Îngrozit, intră înapoi în biroul medicului și sare pe fereastră.
În realitate, doctorul își cheamă recepționera, care arată exact ca Maya, în biroul său, unde Hall stă întins pe canapea cu ochii închiși. Rathmann îi spune acesteia că Hall a intrat, s-a întins și a adormit imediat; câteva clipe mai târziu, a scos un țipăt și a murit. „Bănuiesc că există feluri mai brutale de a muri”, spuse doctorul. „Cel puțin a murit liniștit...”.

### Concluzie
| “ | Se spune că un vis durează în jur de o secundă și totuși, în acea secundă, un om poate trăi o întreagă viață. Poate suferi și muri, dar nimeni nu știe care este adevărata realitatea: cea pe care o cunoaștem sau cea din visele noastre, între paradis, firmament și pământ - în Zona crepusculară. | ” |